# Реджаф

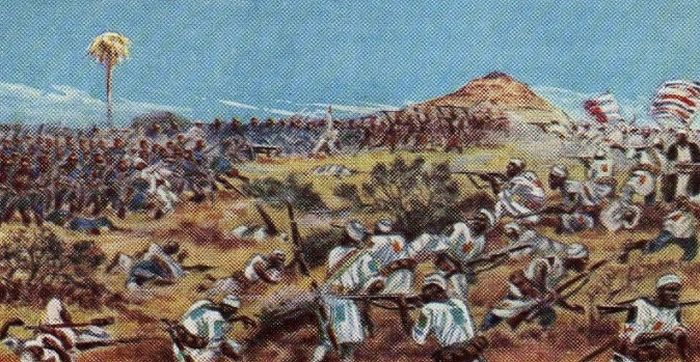
Битва с махдиставми при Реджафе 17 февраля 1897 года

Реджаф (Rejaf, также Rajjāf или Rageef) — деревня в округе Джуба (округ) штата Центральная Экватория в Южном Судане, на западном берегу Белого Нила.
Во время восстания Махди Реджаф был хорошо укреплённым центром его сторонников в регионе, в силу своих географических качеств. 17 февраля 1897 года состоялся бой между бельгийцами, под командованием капитана Луи Чалтина, и восставшими. Бельгийцы победили.
Анклав Ладо был эксклавом Свободного государства Конго, существовавший с 1894 до 1910 года, арендованный у Великобритании королём Бельгии Леопольдом II на время его жизни. Реждаф был конечным пунктов для судоходства на Ниле и резиденцией коменданта европейской колониальной администрации анклава. Реджаф находится недалеко от современного города Джуба.